# Frk K. bør tiltales
Frk K. bør tiltales (russisk: В моей смерти прошу винить Клаву К.) er en sovjetisk spillefilm fra 1979 instrueret af Nikolaj Ivanovitj Lebedev og Ernest Jasan.

## Medvirkende
- MaKsim Jasan som Sergej Lavrov
- Andrej Musatov
- Vladimir Sjevelkov som Sergej Lavrov
- Jelena Hopshonosova som Klava
- Olga Ozjeretskovskaja
- Oleg Jefremov som direktør ved Pionérpaladset